# ارجق
ارجق روستایی است در استان اردبیل به سمت مشگین شهر تقریباً ۷۰ کیلومتری اردبیل به مشگین شهر که در استان اردبیل، شهرستان مشگین‌شهر، بخش مشکین شرقی قرار دارد.

## تسمیه
دکتر محمد معین در فرهنگ معین جلد سوم قسمت اعلام چاپ ۱۳۴۰ صفحه ۱۲۸۴ می‌نویسند: مشگین خاوری دارای ۵۹ روستای بزرگ و کوچک می باشد که مرکز آن دهستان ارجق می باشد.
مجدالدین حسینی در کتاب زینة المجالس چاپ سنگی ۱۲۶۲ ه ق قمری ص ۴۷۴می گوید: بلوک مشگین دارای هفت شهر بوده و اکنون از هر شهر به قدر دهی مانده است خیاو٬ انار و ارجاق از شهر های این بلوک می باشد.
مشگین را اول وراوی٬ میمند و خیاو هم می‌گفتند که حاکم گرجی آن را به نام پیشگین که نام خود او بوده تغییر داد.
حمداله مستوفی مورخ شهیر در سال ۷۴۰ ه. ق در کتاب نزهة القلوب ص130 به تصحیح دکتر دبیر سیاقی می نویسد: ارجاق و انار دو قصبه هستند که در قبله کوه سبلان افتاده‌اند. ارجاق را قبادبن فیروز بن یزد گرد بن بهرام گور ساسانی عمارت کرده است آن را شادار یاشاد فیروز می‌گفتند قریب ۲۰موضع از توابع آن می‌باشد و حقوق دیوانی‌اش هفت هزار دینار است.

## پیشینه
طبق تحقیقات عده‌ای از باستانشناسان جهان از جمله پر فسور برنارد چارلز بری از دانشگاه منچستر انگلیس دکتر ژان ژاک ماری مورگان از دانشگاه لیل فرانسه و دکتر ارنست هرتسفلد از دانشگاه هانور آلمان قدمت و پیشینه ارجق که مکان اصلی آن در منطقه باستانی شهریری فعلی استقرار داشته است و به هزاره های اول تا سوم قبل از میلاد به دوران حکومت دولت‌های اورارتورها و آشوریان می‌رسد.
شاهد این مدعا سازه های سنگی و منهیرها و سنگ افراشته ها موسوم به مکتب اوشاقلاری و قویون قوزیلار و کتیبه ها و سنگ نوشته ها و نقوش صخره‌ای موجود در محوطه باستانی شهریری و دیگر نقاط روستای ارجق می‌باشد.
دوره‌های متوالی زندگی بشر از ۹۰۰۰ سال پیش تا دوره اورارتوییان در شهریری به صورت متوالی مشخص شد. 

## روستای اولینها
۱-همزمان با تاسیس دانشگاه تهران اولین مدرسه در سال۱۳۱۳ تا کلاس ششم ابتدایی در ارجق تاسیس شده است.
۲-اولین پاسگاه ژاندارمری بعد از تغییر دیویزیون قزاق توسط کلنل محمد تقی پسیان به ژاندارمری جدید در ارجق ایجاد شده است.
۳.اولین مرکز حوزه نظام وظیفه تا سال ۱۳۴۲ در ارجق تشکیل می‌شد و مشمولان ۶۰ روستا از ارجق به خدمت اعزام می‌شدند.
۴.اولین روستا در منطقه می‌باشد که در سال ۱۳۳۵ دارای گرمابه با اصول بهداشتی با دوش متعدد بوده است و قبل از آن اهالی لاهرود و فخرآباد و دیگر روستاها یا فاقد گرمابه بودند یا گرمابه آنها به شکل خزینه و غیر بهداشتی بوده است.
۵-اولین روستایی است که با وجود داشتن چندین آسیاب آبی برای نخستین بار از آسیاب مکانیزه با موتور نیرومند پلاکستون انگلیسی برخوردار بوده است.
۶-اولین روستایی است که با وجود قنوات و چشمه های متعدد در وسط روستا از سال ۱۳۴۶ دارای آب لوله کشی بوده است.
۷-اولین روستایی است که اکثر اهالی آن با روسیه تزاری در مراوده بودند و تا باکو و تفلیس رفت و امد می‌کردند، این امر باعث می‌شد که با مظاهر تمدن جدید در آنجا آشنا شده و آن را به منطقه انتقال دهند. بعد از انقلاب اکتبر ۱۹۱۷ این مراودات قطع گردید و اهالی، تهران را برای اشتغال برگزیدند و همین علت است که این روستا نسبت به اهالی قرا همجوار آگاه تر می‌باشند.
۸.اولین روستایی که در نظام گذشته دفاتر حزب ایران نوین و حزب مردم و حتی باشگاه لاینز‌ نیز در آنجا دایر بوده است و اکثرا مقام های لشگری و کشوری هنگام ورود به مشگین شهر از روستای ارجق نیز بازدید به عمل می‌آوردند.
۹-اولین روستایی که در سال ۱۹۰۵میلادی از روسیه به آن گرامافون وارد شده است. بعد از تاسیس رادیو ایران در سال ۱۳۱۹ در برخی از خانه های اهالی رادیو های طاقچه‌ای آندریا که باتری‌های بزرگ مانند اتومبیل داشت مشاهده می‌شد در صورتی که روستاهای همجوار حتی اسم این پدیده تمدن جدید به گوششان نخورده بود.
۱۰-اولین روستایی است که در سال ۱۳۳۸ از دبستان عنصری ارجق دو دختر به نام های توران و ایران توکلی دوشادوش برادران ارجقی خود موفق به اخذ مدرک ششم ابتدایی با رتبه اول در منطقه مشگین شهر شدند.
شایان ذکر است برادران حوایی که از مفاخر علمی ایران هستند به نام‌های دکتر پرویز حوایی عضو برجسته سازمان ناسای آمریکا و آقای دکتر یحیی حوایی استاد ممتاز دانشگاه سوربن فرانسه از همین مدرسه عنصری ارجق برخاسته اند.
۱۱.اولین روستایی است که دو نفر از نخستین آموزگاران خطه مشگین به نام میرزا ابراهیم برومند و سعید خلیلی طبق اظهار مولف کتاب " سبلان بابک مشگین " آقای اثناعشری در صفحه ۱۷۰ ساکن و اهل این روستا بودند.
۱۲.بعضی از چهره های تاریخی مثل یپریم خان سردار و رشیدالسلطنه و سهام الدوله و امیر عبداله طهماسبی در این روستا برای مدتی توقف داشته اند.

## جمعیت
بر اساس سرشماری سال ۱۳۸۵ جمعیت این روستا ۵۷۳ نفر ثبت شده است.
اکثر جمعیت ارجق باسواد هستند حتی افراد مسن تر توان خواندن و نوشتن دارند.

## تولیدات
ارجق در ایران به باغ‌های انگور خود شهرت دارد. این روستا و روستاهای تابعه آن دارای باغات بی بدیل انگور، زردآلو و گردو و سیب و گلابی... می‌باشند. همه ساله از باغهای ارجق انگورهای بسیار زیادی برداشت شده و در سطح شهرستان، استان و حتی کشور مورد مصرف قرار می‌گیرد.
ارجق بدلیل قرارگرفتن درراه مواصلاتی بین استانی و شهرستانی درمسیر توسعه قرار داشته وهمواره رونق تجاری خوبی داشته است.بطوری که همه ساله موقع برداشت میوه و صیفیجات و...مردم از روستاهای تابعه محصولات خود را برای فروش به روستای ارجق می آورند.

## مکانهای دیدنی
چای باسار
کال اوغلی داغی
محوطه باستانی شهریری
شام یولی 
باغات  